# Battaglia di Kanayama
La battaglia di Satō-Kanayama (佐東銀山城の戦い?, Satō kanayamajō no tatakai) si riferisce a due scontri del 1521 e 1541 avvenuti nella provincia di Aki. Le battaglie si svolsero nei dintorni del castello di Satō-Kanayama, roccaforte del clan Takeda. Il clan Mōri prese parte a entrambe le battaglie, come assediante (su ordine del clan Ōuchi) nel 1541 e come difensore nel 1524 (in aiuto del clan Takeda).

## Antefatti
Il clan Takeda della provincia di Aki era sotto pressione da diversi anni dai vicini clan. Il clan Ōuchi della provincia di Suō aveva da tempo mire sulla provincia e Takeda Motoshige fu costretto a diventarne servitore. Motoshige aveva intenzione di rendersi indipendente ma Mōri Motonari lo sconfisse e uccise nella battaglia di Arita-Nakaide. Il clan Takeda, notevolmente indebolito, venne stretto nella morsa della guerra tra i clan Ōuchi e Amago. Mitsuo (noto anche come Nobuzane), erede di Motoshige, si alleò agli Amago. Questi ultimi iniziarono l'invasione della provincia di Aki, assediando Kagamiyama nel 1523. Gli Ōuchi cercarono di fermarli e assediarono il castello di Satō-Kanayama che era sotto il controllo di Mitsuo.

## 1524
Le forze Ōuchi, guidate da Sue Okifusa, presero posizione nei dintorni del castello di Satō-Kanayama nel mese di giugno. Circa 3 000 difensori, tra Takeda e insorti della provincia, guidati da Kumagai Nobunao, riuscirono a bloccare, combattendo con coraggio, gli assalti Ōuchi il 3 luglio. Nel frattempo gli Amago, venuti a conoscenza dell'assedio, mandarono una forza di rinforzo di 5 000 uomini guidata da Mōri Motonari che arrivò sul campo il 10 luglio. Dopo un primo scontro favorevole agli Ōuchi, la battaglia entrò in stallo. Dopo aver ricevuto tutti i rinforzi possibili Motonari propose e attuò un attacco notturno il 5 agosto creando lo scompiglio tra gli Ōuchi che si ritirarono il giorno successivo con pesanti perdite.

## 1541
Il clan Takeda, sempre più indebolito dalle diatribe interne, aveva messo a capo del castello (e del clan) Takeda Nobuzane, che faceva parte del ramo Takeda-Wakasa. I Mōri, che nel 1541 erano alleati degli Ōuchi, avevano respinto con successo un attacco del clan Amago durante l'assedio di Koriyama. Nobuzane, venuto a conoscenza della sconfitta, fuggì nella provincia di Izumo. A Motonari fu ordinato dagli Ōuchi di mettere sotto assedio il castello che capitolò dopo feroci scontri. Takeda Nobushige, a comando della guarnigione del castello, commise seppuku.